# 戀愛（少女）的培育法
《戀愛（少女）的培育法》是萬丈梓創作的偽娘題材戀愛喜劇日本漫画，於一迅社旗下雜誌《comic POOL》連載，並由一迅社集結為單行本出版。該作最初自2019年12月26日起在作者Twitter帳號發布，題為《把青梅竹馬（♂）變成女孩子的故事》（幼馴染（♂）を女の子にしてしまった話），由於讀者積極回應而轉為在雜誌連載。該作講述御堂賢士郎在男性朋友日浦美果身上實踐化妝術，隨後日浦對展現女性魅力產生興趣，兩人也發覺彼此相互吸引。該作尤其是日浦這一角色受到評論者與讀者好評，曾獲下一部人氣漫畫大賞2020、2021、2022年度提名。

## 概要
該作是偽娘題材愛情喜劇漫畫。御堂賢士郎是愛好化妝術的男子，想在姊姊以外的人身上實踐化妝術。御堂在男性兒時玩伴日浦美果同意在自己身上實踐後，發現自己受日浦女性化的新樣貌吸引。日浦開始喜歡以女性化方式展現自己，對化妝與女性時尚產生興趣，經常女裝，並發覺自己受御堂吸引。

## 創作與出版
該作由萬丈梓撰文與繪畫，最初自2019年12月26日起在作者Twitter帳號發布為網絡漫畫，題為《把青梅竹馬（♂）變成女孩子的故事》。作者最初準備自行集結出版，不過由於讀者反響積極，Twitter數超過120,000，而改在《comic POOL》連載。2020年11月起，一迅社將該作集結為單行本出版。宣傳影片隨第1卷而發布，小野友樹與桑原由氣分別為御堂與日浦配音。2022年起，臺灣的青文出版社出版該作中文譯本。
作者喜歡偽娘、男裝女子、僕娘等一反性别角色的角色，並作為偽娘題材漫畫作者出道。由於此種興趣，作者決定創作關於害羞又略有笨拙的女性化男子之戀愛故事。作者還在作中引入化妝要素，讓偽娘角色以外的人物催生轉變。
作者設計日浦時從女裝樣貌入手，再基於此設計出形象改造前樣貌，希望兩種設計形成對比，不過仍希望形象改造前就很可愛，以確保讀者會繼續讀前幾頁。作者以年少女裝時使用的假名皮拉（ピュラー）將姓氏設定為日浦（／）。考慮到日浦的可愛為該作要點之同時，作者也想正面描繪男性友誼，並努力讓日浦與御堂有兒時玩伴的樣子。創作該作時，作者研究了Instagram與面向年輕人的時尚雜誌，研究雜誌是為了讓該作更現實，因為作中的御堂會讀此類雜誌。

### 單行本
| 卷數 | 一迅社         | 一迅社                                                  | 青文出版社    | 青文出版社         |
| 卷數 | 發售日期       | ISBN                                                    | 發售日期      | ISBN               |
| ---- | -------------- | ------------------------------------------------------- | ------------- | ------------------ |
| 1    | 2020年9月11日  | ISBN 978-4-7580-2153-1                                  | 2022年9月15日 | ISBN 9786263226265 |
| 2    | 2021年4月16日  | ISBN 978-4-7580-2231-6                                  | 2023年2月22日 | ISBN 9786263405332 |
| 3    | 2021年10月25日 | ISBN 978-4-7580-2303-0                                  |               |                    |
| 4    | 2022年4月22日  | ISBN 978-4-7580-2303-0                                  |               |                    |
| 5    | 2022年10月25日 | ISBN 978-4-7580-2458-7                                  |               |                    |
| 6    | 2023年4月25日  | ISBN 978-4-7580-2514-0                                  |               |                    |
| 7    | 2023年10月25日 | ISBN 978-4-7580-2601-7 ISBN 978-4-7580-2603-1（特裝版） |               |                    |
| 8    | 2024年4月25日  | ISBN 978-4-7580-2692-5                                  |               |                    |
| 9    | 2024年12月25日 | ISBN 978-4-7580-2805-9 ISBN 978-4-7580-2806-6（特裝版） |               |                    |
| 10   | 2025年6月3日   | ISBN 978-4-7580-2906-3                                  |               |                    |

## 迴響
該作獲得普遍好評，讀者與評論者讚賞日浦，認為其很可愛。BIGLOBE新聞（BIGLOBEニュース）表示日浦可愛到令人忘記其並非女性。Excite新聞讚賞日浦害羞地表達對化妝品興趣之行為，以及日浦對御堂的吸引力。該作曾獲下一部人氣漫畫大賞2020、2021、2022年度網路漫畫類別提名。一項18—34歲女性讀者占絕大多數的調查表明該作在2020年上半年pixiv新連載戀愛漫畫中很受歡迎。日本出版販賣2020年度的WEB漫畫總選舉有813,000人票選出最喜歡的網路漫畫，該作列第7位；電子漫畫大賞2022的男性部門中，該作處於前5位。漫畫編輯鈴木海斗將該作列為其2021年最推薦的漫畫，讚賞其不論性別的戀愛。
美國七海娛樂出版的第1卷英文版本將女性化男子的設定變為跨性別女性而受到批評，出版商對此修訂了後續卷數與重新印製的第1卷。

## 外部連結
- 官方网站（日語）